# Lauren Brooke
Pour les articles homonymes, voir Brooke.
Lauren Brooke est un écrivain britannique, connue en France notamment pour avoir écrit la série de romans pour adolescents Heartland.

## Biographie
Lauren Brooke a grandi dans un ranch en Virginie, entourée de chevaux, et vit à présent en Angleterre, dans le Leicestershire. Elle a toujours aimé les chevaux et savait monter à cheval avant même de savoir marcher. Elle a toujours été passionnée d'éthologie équine et fascinée par les chuchoteurs américains. Heartland est d'ailleurs porté essentiellement sur ce thème : les méthodes douces appliquées aux chevaux, autour de l'histoire de l'héroïne, Laura (Amy dans la série télévisée) (voir l'article sur la série de romans Heartland). Lauren Brooke a toujours souhaité écrire, elle a donc commencé sa carrière d'écrivain dès son retour en Angleterre.
Elle utilise couramment les méthodes qu'elle mentionne dans Heartland. Son mari est vétérinaire psychologue, et Lauren a choisi d'utiliser son travail sur les chevaux. Elle aime aussi explorer la complexité des émotions de l'homme, comme la douleur, la perte, etc.
Lauren Brooke a également écrit une autre série de romans portée sur le thème des chevaux, Chestnut Hill,  disponibles en anglais, en français, en allemand...
Heartland est une adaptation télévisée canadienne des livres de Lauren Brooke. Les huit premières saisons ont déjà été diffusées au Canada. En France, les sept premières ont été diffusées. La neuvième saison a été prévue au Canada pour l'automne 2015.